# 동백대교
동백대교(冬柏大橋)는 전북특별자치도 군산시 해망동에서 충청남도 서천군 장항읍로 이어지는 국도 제4호선과 국도 제77호선의 다리이다. 2008년 9월 9일에 착공하여 2018년 12월 27일에 개통되었다. 국비 2천245억원이 투입되었으며, 다리 길이는 1,930m 이고 연결도로까지 합한 총 연장은 3.185km이다. 금강하구둑보다 하류 쪽에 있어 금강이 아닌 황해의 금강 어귀를 횡단하는 교량으로 취급된다.

## 연혁
- 2005년 8월 10일 : 군산시와 서천군을 잇는 다리를 건설하기로 결정[1]
- 2008년 9월 9일 : 착공[2]
- 2016년 3월 29일 : 다리 명칭을 동백대교로 확정
- 2018년 12월 27일 : 개통[3]

## 명칭 문제
본래 이 다리 이름을 군산시에서는 군장대교로, 서천군에서는 장군대교라는 가칭을 사용했다. 2015년 7월 한달동안 서천군민과 군산시민을 대상으로 이 다리의 명칭에 대한 공모전을 열었으며, 이와 동시에 두차례의 행정협의를 거쳐 2015년 10월 22일 서천·군산행정협의회에서 공모를 통해 접수받은 명칭 중 동백대교라는 명칭을 사용하기로 합의했다. 그 외 공모전에서 수상한 다른 명칭으로는 '금강노을대교', '진포대교', '기벌포대교'라는 명칭이 있었다.
2016년 3월 28일 국가지명위원회를 통해 이 동백대교라는 명칭을 사용하는 것으로 확정되었다. 동백대교라는 이름은 군산시의 시화와 서천군의 군화가 모두 동백꽃으로 동일한 점을 이용하여 명명했다. 동백꽃의 꽃말은 '그 누구보다도 당신을 사랑합니다'인데, 동백대교를 통해 양 지자체가 미래를 위해 슬기롭게 상생발전을 하자는 의미를 담고 있다.